# Rover serie 200 (1989)
La Rover serie 200 è un'autovettura del tipo berlina a 2 volumi e mezzo prodotta dal 1989 al 1999 dal Gruppo Rover.

## Lancio

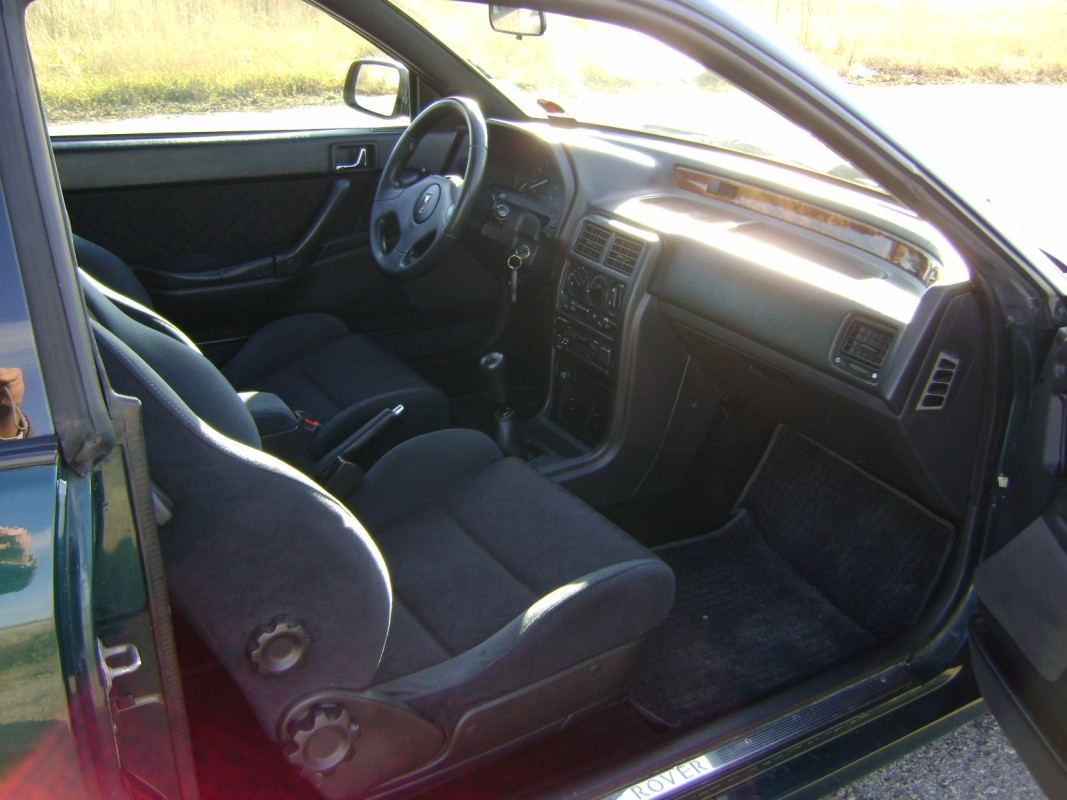
Interni di una Rover Serie 200 Coupé

La nuova Serie 200 (sigla interna R8) venne lanciata nell'ottobre 1989. Era basata sulla Honda Concerto, dalla quale differiva per alcuni dettagli esterni (fari, paraurti, specchietti) e interni (finiture più curate e "inglesi").
La linea, questa volta, era a 2 volumi e mezzo con portellone posteriore (per un totale di 5 porte), ma poco dopo venne presentata Rover serie 400, una versione a 3 volumi e 4 porte.
L'ampia gamma di motori disponibili per l'Italia era composta dal Rover serie K da 4 cilindri, 1396 cm³ e testata ad 8 o 16 valvole, e il 4 cilindri 16 valvole a iniezione multipoint di 1590 cm³ della Honda.

## Gamma e aggiornamenti
La gamma era composta dalla 214 (con motore 1400 8 valvole a carburatore da 69 CV), dalla 214 Si (con motore 1400 16 valvole a iniezione single point da 95 CV) e dalla 216 GSi (con motore 1600 16v valvole a iniezione multipoint da 115 CV).
Nel 1990 la gamma venne ampliata con la presentazione delle versioni a 3 porte e  cabriolet.
La 3 porte era disponibile nelle versioni 214 Si e 216 GTi, con motore 4 cilindri iniezione bialbero 16 valvole Honda di 1590 cm³ da 130 CV, mentre la cabrio poteva essere 214 Si (95 CV) o 216 GSi (115 CV).
Nel 1991 venne lanciata anche la versione coupé, dotata di una linea autonoma e motori 1600 16 valvole Honda da 130 CV (216i) o 2 litri 16 valvole con turbocompressore Rover da 200 CV (220i Turbo). La 220 Turbo aveva anche il differenziale anteriore Torsen.
Nel 1992, in occasione di un leggero restyling (nuova mascherina cromata in rilievo, paraurti verniciati, nuovi fari anteriori) che ha reso la linea più morbida e tondeggiante, la gamma dei motori venne adeguata all'adozione della marmitta catalitica. Il 1400 serie K adottò l'iniezione multipoint (e la potenza passò a 75 CV per la versione a 8 valvole e a 103 CV per quella a 16 valvole), il 1600 monoalbero passò a 111 CV, mentre il bialbero perse 8 CV, scendendo a 122 CV. Invariata, grazie alle diverse regolazioni, la potenza del 2 litri turbo.
Per quanto riguarda gli allestimenti la 216 SLi sostituì la 216 GSi, mentre la 216 GTi da 122 CV era disponibile anche in versione a 5 porte.

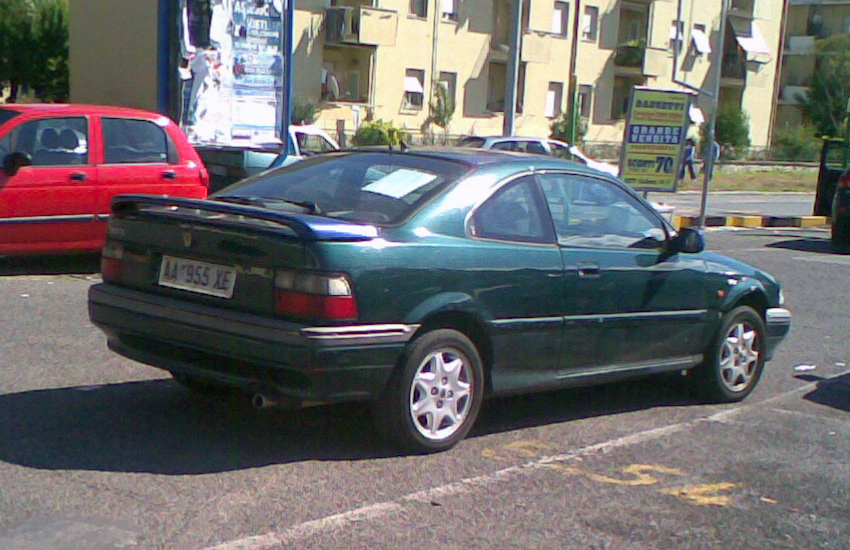
Una Rover 200 Coupé del 1994

Nel 1993 debuttò, sulle 218 SD e 218 SLD, il motore turbodiesel. Si trattava di un'unità Peugeot di 1760 cm³ da 86 CV.
La produzione di praticamente tutta la gamma terminò nel 1995, anno in cui debuttò la nuova Serie 200, che in realtà era decisamente più corta della precedente e si andava a collocare e metà tra i segmenti B e C, e la nuova Serie 400 che più propriamente la sostituisce.
Della "vecchia" serie 200 rimasero in produzione solo le versioni con carrozzeria Cabriolet e Coupé (che, per non interferire con la nuova Serie 200, furono trattati come modelli a parte, con il nome di "Rover Cabriolet" e "Rover Coupé"), così come della "vecchia" Serie 400 venne mantenuta la produzione della versione Station wagon con il nome di "Rover Tourer".
La produzione della Cabriolet, della Coupé e della Tourer andò avanti fino al 1999.